# Ruleta (canción de Inna)
«Ruleta» es una canción grabada por la cantante rumana Inna, con la participación del cantante rumano Erik, para su quinto álbum de estudio, Nirvana (2017). Fue lanzado para su descarga digital y streaming el 21 de junio de 2017 por Global Records como el segundo sencillo del álbum. La pista fue escrita por Inna, Erik, Marius Dia y Breyan Isaac, mientras que la producción fue manejada por Sebastian Barac, Marcel Botezan y David Ciente. «Ruleta» contiene letras tanto en español como inglés. Es una canción influenciada por el reguetón y EDM, con ritmos caribeños e indios.
La pista ha recibido reseñas positivas por parte de los críticos de música, quienes elogiaron su estilo veraniego y predijeron su éxito comercial. Un video musical de acompañamiento para «Ruleta» fue filmado por Barna Nemethi en el complejo turístico Domeniul Greaca en Rumania. Muestra a la cantante junto con otras personas bailando en una cancha de tenis. Subido al canal de la cantante en YouTube simultáneamente con el lanzamiento del sencillo, se convirtió en una tendencia en la plataforma en todo el mundo. Comercialmente, la canción encabezó la lista de Lituania, y alcanzó el top 5 en Rumania y Turquía

## Antecedentes y composición
«Ruleta» fue escrita por Inna, Erik, Marius Dia y Breyan Isaac, mientras que la producción fue manejada por Sebastian Barac, Marcel Botezan y David Ciente. La canción presenta letras tanto en inglés como español; algunas de ellas incluyen: «Una vida ganaste en la ruleta, con tu movimiento gáname». Originalmente, el lanzamiento del sencillo «Me gusta» fue esperado por Jonathan Currinn de CelebMix, ya que la cantante interpretó la canción en vivo para la estación de radio rumana Radio ZU en abril de 2017. Sin embargo, «Ruleta» fue lanzado primero el 21 de junio de 2017 por Global Records y estuvo a su disposición para streaming y descarga digital. Musicalmente, es una pista influenciada por el EDM y reguetón, que contiene ritmos indios y caribeños. Durante una entrevista con Direct Lyrics, Inna explicó el sonido y las letras de «Ruleta» diciendo: «Es veraniego, es genial, es divertido y me atrevo a decir ... ¡es pegadizo y adictivo!».

## Recepción
Tras su lanzamiento, «Ruleta» ha recibido reseñas positivas por parte de los críticos de música. Currinn de CelebMix escribió: «Esta nueva canción tiene a Inna probando que es multilingüe» y comparó su estilo musical con el de su sencillo anterior «Heaven» (2016). Kevin Apaza, quien escribió para Direct Lyrics, pensó: «el verano no comienza oficialmente hasta que la reina del pop rumana Inna lanza su sencillo de verano», además etiquetó la canción como «brillante» y «adecuada para un club». Un editor de Bihoreanul elogió el «ritmo atractivo» de «Ruleta» y predijo su éxito comercial en Rumania.
Comercialmente, la canción debutó en el puesto número 32 en el Airplay 100 de Rumania para la semana del 9 de julio de 2017, convirtiéndose en uno de los debuts más altos de Inna en su país. A finales de agosto de 2017, «Ruleta» alcanzó el puesto número tres, siendo la posición más alta de la cantante desde «Bop Bop» (2015), que alcanzó el número dos. La pista también ingresó en la lista Club 40 de Francia en el número 39 para la semana del 15 de julio de 2017 y ascendió al puesto número 26 para la siguiente semana. «Ruleta» también tuvo éxito comercial en otros países europeos, alcanzando el número cinco en Turquía.

## Video musical
Un video musical de acompañamiento para «Ruleta» fue filmado en el complejo turístico Domeniul Greaca por Barna Nemethi, mientras que Marius Apopei fue acreditado como el director de fotografía. Inna recordó la experiencia diciendo: «En realidad, estuve súper relajada ese día, súper relajada, sólo con la corriente. La mayoría de las veces, estoy un poco estresada, porque quiero que todo sea perfecto. No demasiadas cosas divertidas, sólo divertirme».
El videoclip fue subido al canal oficial de la cantante en YouTube el 21 de junio de 2017, donde generó más de siete millones de reproducciones en una semana, y más tarde 11 millones en 11 días. El video se convirtió en una tendencia de la plataforma en Rumania, Austria, Israel, Lituania, Bulgaria, Dinamarca, Alemania, Suiza, España, Turquía, Noruega, Finlandia, Irlanda, Rusia, México, Italia, Francia, Venezuela, Canadá, Perú, Ecuador y Chile. Presenta a la cantante con una gran multitud de bailarines de fondo y otras personas bailando en una cancha de tenis junto a una piscina. Inna usa una sudadera con capucha blanca junto con un chaleco con estampado animal, mientras que Erik aparece luciendo una chaqueta amarilla-azul, pantalones cortos negros y gafas de sol. Alex Stănescu de InfoMusic etiquetó el videoclip como «veraniego».

## Presentaciones en vivo y otros usos
Para promover el sencillo, Inna y Erik interpretaron una versión acústica en las estaciones de radio rumanas Kiss FM y Radio ZU el 30 de junio de 2017. Ambas presentaciones tenían el mismo concepto, cantando la pista, con bailarines de fondo y dos niños interpretando coreografías durante las partes instrumentales. Currinn de CelebMix aplaudió la entrega vocal de Inna, la química de los cantantes y los pasos de baile. La cantante también se presentó en Pro FM a finales de julio de 2017, así como también en  O Ses Türkiye en diciembre de 2018. Para el show de talentos rumano Te cunosc de undeva!, Lidia Buble interpretó un cover de «Ruleta». El 8 de diciembre de 2017, Inna apareció en la séptima temporada del show de talentos Vocea României para interpretar la canción junto con «Nirvana» (2017). Una versión alternativa de la canción titulada «La roulette» fue lanzada en febrero de 2018 junto con el disc jockey francés DJ Sem y el cantante francés Matt Houston. Esta versión ingresó en la lista Ultratop de Valonia.

## Formatos
- Descarga digital[8]

| Ruleta — Single |                     |          |  |
| N.º             | Título              | Duración |  |
| 1.              | «Ruleta» (con Erik) | 3:18     |  |

## Personal
Créditos adaptados de Adevărul.
- Elena Alexandra Apostoleanu – voz principal, compositora
- Erik Tchatchoua – artista invitado, compositor
- Sebastian Barac – productor
- Marcel Botezan – productor
- David Ciente – productor
- Marius Dia – compositor
- Breyan Isaac – compositor

## Posicionamiento en listas
| Alemania   | Deutsche Black Charts | 21  |
| Croacia    | HRT                   | 50  |
| Eslovaquia | Rádio Top 100         | 27  |
| España     | PROMUSICAE            | 45  |
| Francia    | Club 40               | 26  |
| Rumania    | Airplay 100           | 3   |
| Rumania    | Romania Radio Songs   | 9   |
| Rumania    | Romania TV Airplay    | 1   |
| Rusia      | Tophit                | 684 |
| Turquía    | Number One Top 40     | 5   |

| Rumania | Airplay 100 | 30 |

## Historial de lanzamiento
| Región | Fecha               | Formato          | Discográfica |
| ------ | ------------------- | ---------------- | ------------ |
| Mundo  | 21 de junio de 2017 | Streaming        | Global       |
| Mundo  | 21 de junio de 2017 | Descarga digital | Global       |